# Arvid Thörn
Arvid Thörn (* 13. Februar 1911 in Grängesberg; † 2. Dezember 1986) war ein schwedischer Fußballspieler.

## Karriere

### Verein
Thörn spielte in den 1930er-Jahren zunächst für seinen Heimatverein IFK Grängesberg, ehe er zu Örebro SK wechselte.

### Nationalmannschaft
Thörn war schwedischer Nationalspieler. Bei seinem Debüt 1930 spielte er nur viertklassig, insgesamt spielte er zweimal für die Landesauswahl. Bei seinem Debüt-Spiel am 18. Juli 1930 gewann Schweden gegen Estland mit 5:1. Noch vor der Halbzeit traf Thörn zum zwischenzeitlichen 3:1. Vier Tage später bestritt er bereits sein letztes Länderspiel beim 5:0-Auswärtssieg gegen Lettland. Vier Jahre später gehörte er dem Kader bei der Weltmeisterschaft 1934 an, kam während des Turniers aber nicht zum Einsatz.